# Shangchi Hu
Shangchi Hu är en sjö i Kina. Den ligger i provinsen Jiangxi, i den sydöstra delen av landet, omkring 35 kilometer nordväst om provinshuvudstaden Nanchang. Shangchi Hu ligger 20 meter över havet. Trakten runt Shangchi Hu består till största delen av jordbruksmark.
Genomsnittlig årsnederbörd är 2 096 millimeter. Den regnigaste månaden är juni, med i genomsnitt 340 mm nederbörd, och den torraste är oktober, med 36 mm nederbörd.